# Diplocaulus
Diplocaulus és un gènere extint de tetràpode lepospòndil del període Permià. Podia arribar a fer un metre de longitud.
Diplocaulus és conegut per les llargues protuberàncies que tenia als costats del seu crani, que el feien molt similar a un bumerang. Posseïa unes extremitats dèbils i una cua curta, pel que es pressuposa que nedava amb un moviment del cos cap amunt i cap avall. També es pensa que aquest cap tan ample tenia una utilitat defensiva enfront depredadors com Eryops que haurien de dedicar molt d'esforç per empassar-se-la. Diploceraspis és un cosí proper de Diplocaulus.